# موسي سي
موسي سي (بالفرنسية: Moussa Sy)‏ هو لاعب كرة قدم غيني في مركز الهجوم، ولد في 12 يوليو 1979.